# Hamodes simplicia
Hamodes simplicia är en fjärilsart som beskrevs av Gustav Weymer 1892. Hamodes simplicia ingår i släktet Hamodes och familjen nattflyn. Inga underarter finns listade i Catalogue of Life.